# 토머스 쿡 그룹
토머스 쿡 그룹(영어: Thomas Cook Group)은 영국의 여행사이다. 2007년 6월 19일 토머스 쿡 AG (토머스 쿡 & 선 계승)와 마이트래블 그룹의 합병으로 탄생하였다. 이 그룹은 여행사와 항공사의 두 부분으로 운영되었다.
2010년대에 들어와 경영이 악화되어 2019년 9월 23일 런던 법원에 파산 신청을 하였다.